# Меридијан (Мисисипи)
Меридијан (енгл. Meridian) град је у америчкој савезној држави Мисисипи.

## Демографија
По попису из 2010. године број становника је 41.148, што је 1.18 (3,0%) становника више него 2000. године.
| Група             | 2000.          | 2010.          |
| Белци             | 17.383 (43,5%) | 14.415 (35,0%) |
| Афроамериканци    | 21.729 (54,4%) | 25.327 (61,6%) |
| Азијати           | 238 (0,6%)     | 390 (0,9%)     |
| Хиспаноамериканци | 433 (1,1%)     | 719 (1,7%)     |
| Укупно            | 39.968         | 41.148         |